# Kopo (Kopo)
Kopo is een bestuurslaag in het regentschap Serang van de provincie Banten, Indonesië. Kopo telt 3429 inwoners (volkstelling 2010).